# Aglaodiaptomus marshianus
Aglaodiaptomus marshianus é uma espécie de crustáceo da família Diaptomidae.
É endémica dos Estados Unidos da América.